# Stasinus
Stasinus z Cypru (starogr. Στασῖνος) – półlegendarny grecki poeta, domniemany autor Cyprii, poematu opisującego wydarzenia poprzedzające wojnę trojańską w jedenastu księgach wierszem.
Focjusz I Wielki autorstwo Cyprii przypisywał Hagesiasowi z Salaminy lub nawet samemu Homerowi, który miałby napisać ją z okazji zaślubin swojej córki ze Stasinusem. W 1995 roku w Halikarnasie odnaleziono inskrypcje, wedle której autorstwo przypisano Kypriasowi.